# Az-Zuwajrat
Az-Zuwajrat (arab. الزويرات; fr. Zouérate) – miasto w północnej Mauretanii w pobliżu góry Kidjat Idżdżil, stolica regionu administracyjnego Tiris Zammur, ośrodek eksploatacji złóż rudy żelaza (wspólnie z kopalniami w pobliskim Fudajrik) – niedaleko miasta mieści się kopalnia Tazadit. Miasto połączone jest koleją mauretańską z portem w Nawazibu. Mieszka tu około 44 tys. ludzi.
W mieście znajduje się też krajowy port lotniczy.